# Kubu Kandang
Kubu Kandang is een bestuurslaag in het regentschap Batang Hari van de provincie Jambi, Indonesië. Kubu Kandang telt 590 inwoners (volkstelling 2010).